# 阿瑟爾桑國防工業
土耳其阿瑟爾桑國防工業公司（Aselsan 土耳其語：Aselsan Savunma Sanayi A.Ş.）是土耳其一家集研發、設計、生產和銷售國防裝備和系統的公司，成立於1975年，總部位於安卡拉。

## 歷史[1]
Aselsan國防工業公司於1975年成立，因當時美国因爲土耳其入侵塞浦路斯决定对土耳其实施禁运。土耳其陆军基金会于針對禁運決定自行發展相關國防工業，Aselsan是相關發展企業之一。Aselsan當時主要生產無線電設備和通信系統。經過多年來的努力和發展，公司的業務擴展到了雷達、電子對抗、光學產品、無人系統等多個領域，成為了土耳其國內最大的國防裝備公司之一。
1978 年，第一批建築在 Macunköy 工廠竣工，生產活動開始。
1980 年，第一台背包式無綫電和坦克無線電被交付給土耳其武裝部隊。

## 組織結構
Aselsan國防工業公司的組織架構包括總部和多個生產部門，其中總部位於安卡拉。公司擁有一支由多名資深工程師和技術專家組成的研發團隊，其主要負責開發和創新先進的國防裝備技術。
目前有五個事業部：
- 通信和信息技术业务部门 (HBT)，
- 微电子、制导和光电业务部门 (MGEO)，
- 雷达和电子战系统业务部门 (REHIS)，
- 国防系统技术业务部门 (SST)，
- 运输、安全、能源和自动化系统业务部门 (UGES)。

## 產品服務
Aselsan國防工業公司的核心業務包括研發、設計、生產和銷售多種國防裝備和系統，該公司的產品涵蓋了多個領域，包括：

### 通信及資訊技術
Aselsan國防工業公司生產各種類型的通信系統及資訊技術產品，包括：軍用無線電、聲納、雷達、衛星通信等。

### 電子戰及情報
Aselsan國防工業公司開發多種電子戰系統及情報服務，包括：電子攔截、情報收集、情報分析等。

### 導航及控制系統
Aselsan國防工業公司生產多種導航及控制系統，包括：武器控制系統、導彈導航系統、飛行控制系統等。

### 光電及光學產品
Aselsan國防工業公司開發多種光電及光學產品，包括：紅外線夜視鏡、激光瞄準器等產品。

### 地面車輛及無人系統
Aselsan國防工業公司生產各類型地面車輛及無人系統，包括：坦克、裝甲車、無人機等。
除了以上產品和系統，Aselsan國防工業公司還提供多種相關服務，例如訓練、技術支持和售後服務等，以滿足客戶的需求。